# نوربرتو منندس
نوربرتو منندس (اسپانیایی: Norberto Menéndez‎; زاده ۱۴ دسامبر ۱۹۳۶ – درگذشته ۲۶ مهٔ ۱۹۹۴) بازیکن فوتبال اهل آرژانتین بود.
از باشگاه‌هایی که در آن بازی کرده‌است می‌توان به باشگاه فوتبال ریور پلاته، باشگاه ورزشی دفنسور، باشگاه فوتبال اتلتیکو هوراکان، باشگاه فوتبال سرو، و باشگاه فوتبال بوکا جونیورز اشاره کرد.
وی همچنین در تیم ملی فوتبال آرژانتین بازی کرده‌است.